# Saout El Djazaïr

Saout El Djazaïr est une émission qui était diffusée sur les ondes radio lors de la guerre d'Algérie par le Front de libération nationale et les nationalistes toutes tendances confondus à partir de la Tunisie, de la Libye et de l'Égypte. La chaîne était animée en général par Aïssa Messaoudi.